# Gnagbodougnoa
Gnagbodougnoa est une localité du centre-ouest de la Côte d'Ivoire, et appartenant au département de Gagnoa, dans la région du Gôh (ex-Fromager). La localité de Gnagbodougnoa est  un chef-lieu de sous/prefecture 

## Sports
La localité dispose d'un club de football, l' AS Gnagbodougnoa, qui évolue en Championnat de Division Régionale, équivalent d'une « 4e division » .